# 克莱蒙特 (佛罗里达州)
克莱蒙特（英語：Clermont）是美国佛罗里达州萊克縣下属的一座城市。建立于1916年。面积约为29.7平方公里（约合11.5平方英里）。根据2010年美国人口普查，该市有人口28,742人。论人口在本州排行第84。